# Puella Magi Madoka Magica
Puella Magi Madoka Magica (japanska: 魔法少女まどか☆マギカ?, Mahō Shōjo Madoka Magika) är en anime om en grupp högstadieflickor som genom att få en önskan uppfylld väljer att bli magiska flickor och bekämpa surrealistiska fiender, så kallade "häxor". Detta visar innebära långt mer än de först trott, och de får en efter en reda på att det är ett val man gör i utbyte mot sitt liv.
Till skillnad från andra animeserier i samma genre är Puella Magi Madoka Magica en väldigt mörk berättelse, något som är ovanligt för "magisk flicka"-serier. Det tillsammans med den unika animationsstilen har gjort serien hyllad både bland kritiker och publik. Förutom animeserien finns Puella Magi Madoka Magica också som manga och spel till Playstation Portable och Playstation Vita. En filmtrilogi har också producerats där de två första filmerna sammanfattar animen och den tredje fortsätter handlingen.

## Handling
I den fiktiva japanska staden Mitakihara bor Madoka Kaname. Hon är precis som alla andra högstadieflickor fram tills den dag då utbytesstudenten Homura Akemi börjar i hennes klass. Madoka och hennes bästa vän Sayaka Miki träffar på en liten kattliknande varelse vid namn Kyubey som vill att de ska göra ett kontrakt med honom och bli magiska flickor. Homura försöker stoppa Madoka från att göra detta till varje pris. När Madoka och Sayaka träffar den magiska flickan Mami Tomoe blir de dock mer intresserade.
Under en häxjakt blir Mami dödad av en häxa och Madoka inser att livet som magisk flicka kanske inte är någon dans på rosor, vilket förstärks när den kaxiga Kyoko Sakura dyker upp och försöker döda Sayaka. Kort därefter lär hon sig också att en magisk flicka ger upp sin själ för att få sin magi och att förr eller senare kommer själen svärtas ner av förtvivlan och förvandla en till de häxor man slåss mot. När detta inträffar för Sayaka blir det här uppenbart. I samma veva får Madoka reda på att Homura är en magisk flicka från en alternativ tidslinje som lever samma månad om och om igen för att förhindra att Madoka går ett grymt öde till mötes i strid mot den enormt kraftfulla häxan Walpurgisnacht.
Madoka gör ett kontrakt med Kyubey på villkoret att om hon blir en magisk flicka så ska alla häxor raderas ut innan de blir till. Det här leder i sin tur till att universums lagar skrivs om från grunden och att Madoka blir en form av gud som räddar magiska flickor och för med sig dem till efterlivet innan de hinner bli till häxor. I samband med detta räddar hon Mami, Kyoko och Homura från att bli dödade av häxor, men i den nya världen som bildas är det dock bara två personer som minns Madoka: Hennes lillebror och Homura som lovar att hon ska kämpa vidare mot de demoner som tagit häxornas plats. Med orden "Don't forget. Always, somewhere, someone is fighting for you. As long as you remember, you are not alone" avslutas serien.
Handlingen fortsätter senare i filmen Puella Magi Madoka Magica the Movie: The Rebellion Story.

## Om serien

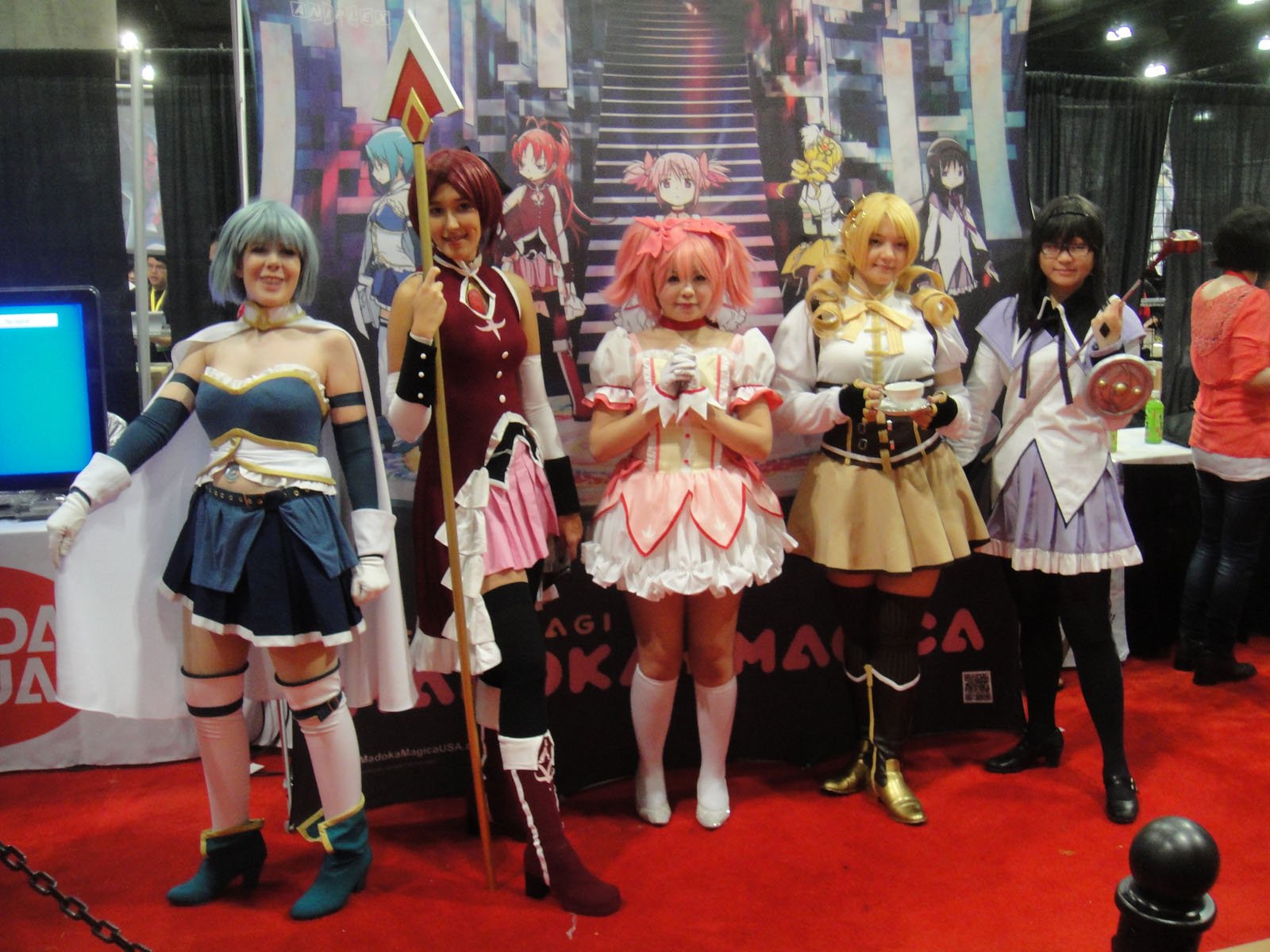
Madoka Magica-cosplayers på Anime Expo 2012. Från vänster till höger: Sayaka Miki, Kyoko Sakura, Madoka Kaname, Mami Tomoe, Homura Akemi.

Serien består av tolv avsnitt på 25 minuter vardera som sändes mellan januari och april 2011. Seriens skapare Akiyuki Shinbo skrev den som en alternativ och mörkare tolkning av "magisk flicka"-genren och krävde att det skulle förekomma mycket blod och våld. Det här märks tydligt då de två första avsnitten har en ganska oskyldig och gullig ton som sedan tar en vändning för det mörkare efter Mamis död i det tredje. De två sista avsnitten i serien sändes långt efter de andra på grund av en tsunami. Musiken i serien är till största delen skriven av Yuki Kajiura, men låten "Connect" av ClariS och "Magia" av Kalafina används under öppningssekvensen samt eftertexterna, med vissa undantag.